# ヴァルター・シェール
ヴァルター・シェール（Walter Scheel , 1919年7月8日 - 2016年8月24日）は、ドイツ（西ドイツ）の政治家。第4代連邦大統領（在任 1974年 - 1979年）。そのほか経済協力相（1961年‐1966年）、副首相兼外相（1969年‐1974年）を歴任した。1968年から1974年までは所属する自由民主党（FDP）の党首も務めた。1969年の連邦議会選挙後には、FDPがキャスティング・ボートを握る立場を生かし、戦後初めてドイツキリスト教民主同盟（CDU）を野党に引きずり下ろし、ドイツ社会民主党（SPD）が主導するヴィリー・ブラント政権の樹立に関わるなど、西ドイツ政界の影の主役でもあった。

## 経歴

### 青年期・FDP入党
ゾーリンゲンの生まれ。父親は車輪作りの職人、家庭はプロテスタント。1938年アビトゥーアに合格し銀行で修業を始めるが、翌年徴兵されドイツ空軍に入る。1945年まで第二次世界大戦に従軍し、最終階級は中尉。戦争中の1942年に結婚し、1児をもうけている。この間シェールがナチスに入党していたか否かは議論があり、戦争末期に入党したとも入党していなかったともいうが、証拠となる記録が残っていない（シェール本人は入党を否定し続けつつも、大統領任期切れの直前に「入党志願書が届いていた」ことを認めたが、結局入党した否かについて明言を避けている）。戦後は政治活動の傍ら、1953年まで企業の経理係などをしていた。
1946年、自由民主党（FDP）に入党した。その後、1948年には故郷ゾーリンゲン市の市議会議員に初当選し、1950年にはノルトライン＝ヴェストファーレン州議会議員に転じた。さらに1953年にはドイツ連邦議会議員に初当選し、連邦大統領となるため議員辞職した1974年まで、連邦議会議員に連続当選した。1954年に州の党執行部に入り、1956年からは連邦の党執行部に入った。この年、ノルトライン＝ヴェストファーレン州政府ではキャスティング・ボートを握るFDPが連立相手をドイツキリスト教民主同盟（CDU）からドイツ社会民主党（SPD）に替えたために政権交代が起きたが、シェールはいわゆる「青年トルコ党」と呼ばれた党若手グループの一員としてこれに関与した。これに反対するグループが離党して自由国民党（FVP）を結党する騒ぎにもなった。同年欧州議会議員を兼任（1961年まで）、海外協力問題委員会委員長などを務めた。

### キャスティング・ボート
1961年の連邦議会選挙で成立した第4次アデナウアー内閣に、連邦政府の経済協力相として初入閣した。しかし翌年起きた「シュピーゲル事件」でアデナウアーに抗議して、他のFDP閣僚と共に辞任した。問題視されたフランツ・ヨーゼフ・シュトラウス国防相をアデナウアーが更迭したため、12月に内閣に復帰した。アデナウアーに代わるエアハルト内閣でも引き続き入閣していたが、1966年に予算案をめぐりCDUとFDPが対立すると、他のFDP閣僚と共に辞職、エアハルト政権を崩壊させた。窮したCDUはSPDと大連立を組み、FDPは野党になった。1967年から連邦議会副議長（1969年まで）。1968年にFDP党首に就任。翌年自由主義インターナショナル副議長になった。
1969年の連邦議会選挙でSPDが躍進すると、キャスティング・ボートを握るFDPは、ヴィリー・ブラント率いるSPDと連立政権を樹立することで合意し、戦後初めてCDUを野党に引きずり下ろした。FDP党首であるシェールは、ブラント政権の副首相兼外相に就任した。1970年には西ドイツ外相として初めて、1965年に外交関係を樹立したばかりのイスラエルを訪問。また、シェールはブラント政権の「東方外交」の責任者として尽力し、ブラントと共に「デタントの父」と呼ばれた。ところが、東方外交はCDUに激しく攻撃され、シェールも防戦に努めたが、連立与党からの離党者が相次ぎ、ついに1972年の秋には内閣信任案が連邦議会で否決される事態となった。このため、ブラントはグスタフ・ハイネマン連邦大統領に連邦議会の解散を提案し、同年11月19日に総選挙を行った結果、SPD・FDPの連立与党がCDUに勝利し、ブラント政権はようやく安定を取り戻した。ブラント政権は総選挙の勝利を受け、同年12月21日東西ドイツ基本条約に署名し、西ドイツと東ドイツは、相互に主権国家として承認し合うこととなった。しかし1974年5月7日に、ブラントは「ギヨーム事件」の責任をとって辞任したため、シェールは次の首相が決まるまでその職を代行することとなった。

### 連邦大統領

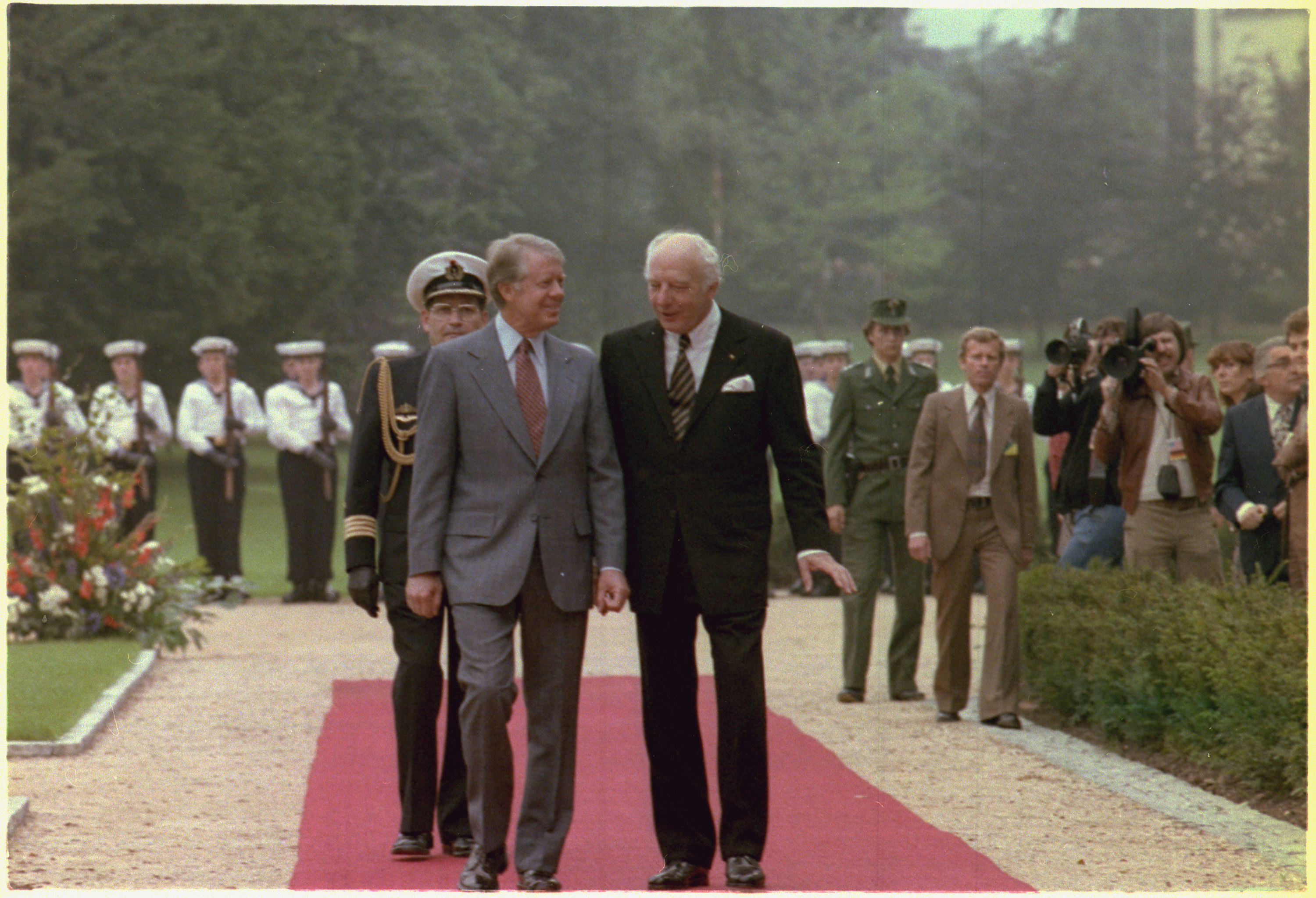
アメリカ大統領ジミー・カーター(左)とヴァルター・シェール(右)（1977年）

奇遇なことに同時期、連邦大統領を選出する連邦会議が行われていた。SPD・FDPは共同の候補としてシェールを立て、対するCDUはリヒャルト・フォン・ヴァイツゼッカーを立てていた。5月15日に行われた投票で、予想どおりシェールが選出された。その翌日、連邦議会においてヘルムート・シュミット（SPD）がブラントの後任の首相として選出された。これと同時にシェールは閣僚（副首相兼外相）及び連邦議会議員、FDP党首の職を辞任し、7月1日に宣誓式を行って連邦大統領に就任した。シェールは2日間、一身で首相代行と次期連邦大統領を兼ねていたことになり、これは異例の事態であった。
連邦大統領として外遊9回・13ヶ国を訪問し、1978年4月には日本を訪問した。1976年には兵役忌避者に対する思想審査を廃止する法案への署名を、連邦参議院の可決が必要であるとして拒否したこともある。1979年の連邦大統領選挙には、CDUが議会第一党になっており再選の見込みがなかったため出馬せず、1期で連邦大統領職を終えた。連邦大統領経験者が退任後に定職に就くことは禁じられているため、彼はそのまま年金生活者となった。退任と同時にFDP名誉党首。1980年から1985年のビルダーバーグ会議議長など、数多くの名誉職を経験した。名誉博士号多数、ドイツ連邦共和国功労勲章特等大十字章受章。

### 死去
晩年、認知症を患っていたシェールは、バート・クロツィンゲンの老人ホームにて、2016年8月24日に死去。97歳没。

## 家族・人柄
最初に結婚した妻エファと1男をもうけるが、結婚24年目の1966年に彼女は病死した。1969年にはミルトレート夫人と再婚し一女をもうけた。そのほか夫妻には夫人の娘と、ボリビアから養子に迎えた男児がいる。ドイツがん患者支援協会を設立した医師でもあった彼女は、1985年に死去した。1988年にスイスでリハビリ科と精神科の医院を開業していた医師バルバラ夫人と結婚。2001年から夫妻はベルリンに住んでいる。
シェールはドイツ民謡を歌うのが得意で、1973年にレコード「Hoch auf dem gelben Wagen」（黄色い馬車に乗って）を出した《歌う大統領》としても有名。この曲は1974年春までに30万枚以上を売り上げ、同年ドイツのヒットチャート5位にまでなった。2006年にも出演したテレビ番組で歌声を披露した。